# Аллейкет
Аллейкет (англ. Alleycat) — неофіційні, неформальні велосипедні перегони. Аллейкети майже завжди проводяться у містах, часто їх організовують велокур’єри. При проведенні перегонів акцент зазвичай ставиться більше на участі в заході, ніж на суперництві між учасниками. На багатьох аллейкетах вручають приз учаснику, який фінішував останнім — англ. Dead Friggin' Last («Чорт! Останній!»).

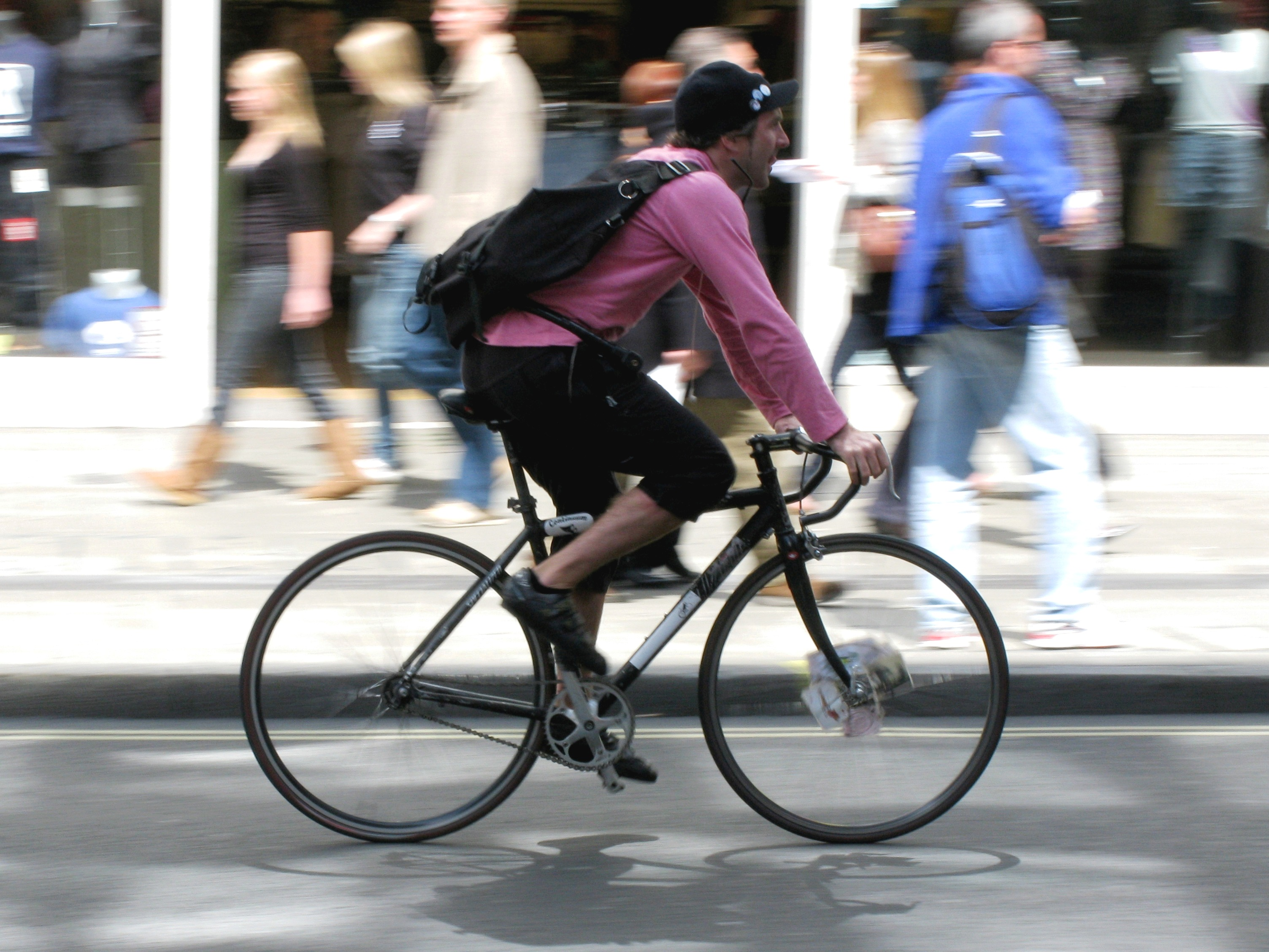
Велокур’єр, Лондон, Велика Британія, їде на фіксі з картками в спицях.

Перші перегони, названі «Alley Cat» відбулись у Торонто 30 жовтня 1989 року. У 1993 році велокур’єри з Торонто розповіли про аллейкет на першому Всесвітньому чемпіонаті велокур’єрів у Берліні (CMWC Berlin). Після цього назва та концепція перегонів швидко поширились по всьому світу.
Аллейкети регулярно проводяться у великих містах Північної Америки, Європи та Азії. В багатьох невеликих містах, де немає велокур’єрів, аллейкети організовують спільноти міських велосипедистів.

## Типи перегонів
Тип конкретного аллейкету значним чином залежить від організаторів. Деякі перегони проводяться суто для розваги велокур’єрів на свята, наприклад Нью-Йоркський Аллейкет 4 липня (англ. NYC's July 4 Alleycat); деякі мають чітко виражений характер змагань і мають за мету відсіяти усіх учасників, крім найшвидщих та найвитриваліших.
Переважно аллейкет проходить в одному з цих стилів:
- Чекпойнти  (КП, контрольні пункти, англ. Checkpoints) — координати першого чекпойнту учасник отримує на старті перегонів, і після прибуття на нього отримує координати наступного. Цей стиль нагадує роботу велокур’єра, якому доводиться їздити від точки до точки, доставляючи посилки під час робочого дня. Маршрут до чекпойнту учасник складає на свій розсуд.
- Чекпойнти із завданнями  (КП із завданнями, англ. Task Checkpoints) — на деяких перегонах, після прибуття на чекпойнт, учасник повинен виконати певне завдання або трюк для того, щоб йому видали наступний чекпойнт. Це дозволяє організаторам фантазувати та зробити їх аллейкет настільки оригінальним, наскільки їм заманеться.

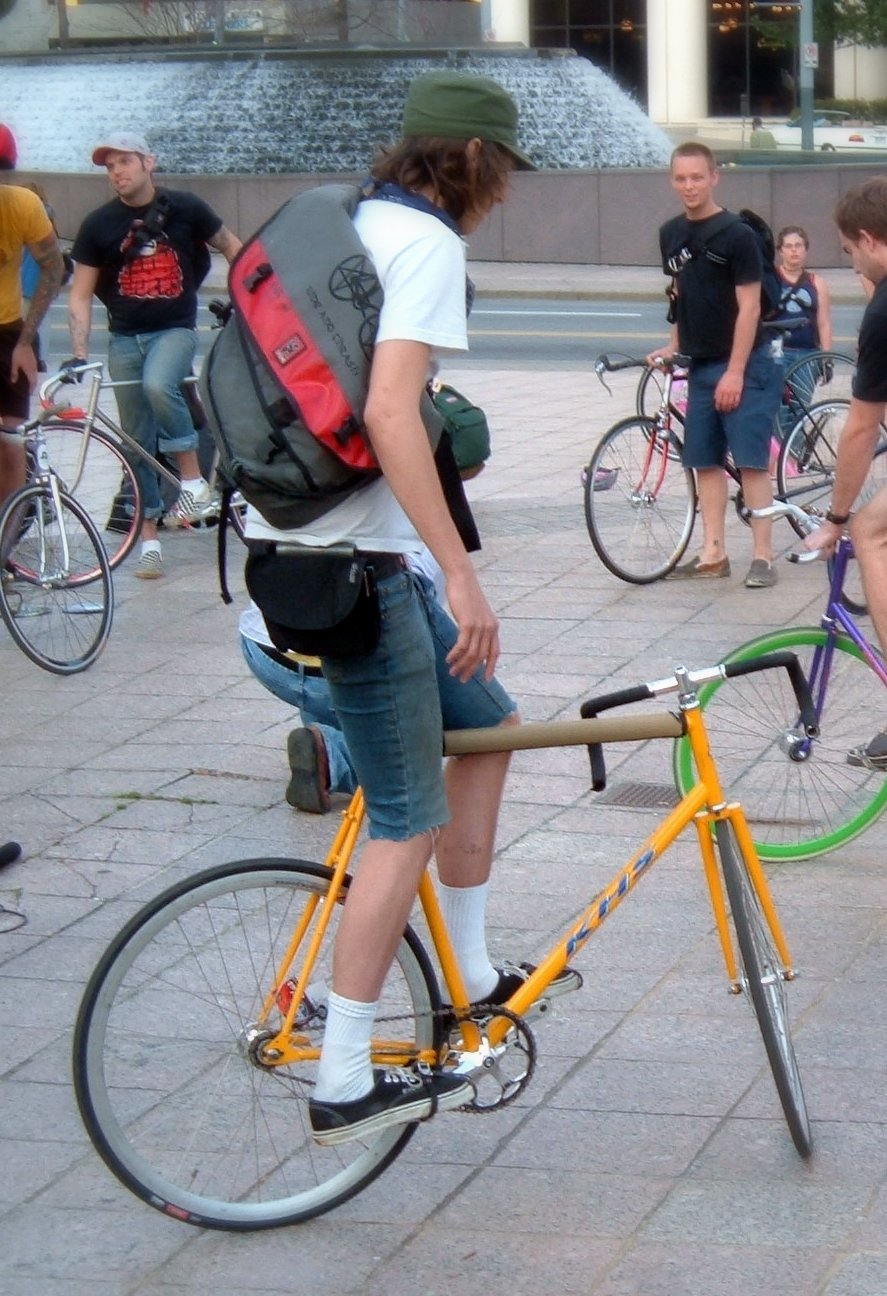
Трекстенд: балансування на велосипеді

Завданням на чекпойнті може бути або завдання зробити що-небудь, наприклад, випити міцного алкоголю, з’їсти щось з гострим соусом, виконати певний трюк на велосипеді; або це може бути завдання на розумові здібності учасника, наприклад тест на загальну ерудицію чи питання на тему, пов’язану з велокур’єрами. Часто на перегонах не обов’язково брати всі чекпойнти, і завдання/чекпойнти можуть бути пропущені (потенційно з втратою очок), якщо учасник вважає, що час на виконання завдання не вартує балів, які на ньому можна заробити.
- Чекпойнти перед стартом  (англ. Checkpoints Up Front) — на перегонах в цьому форматі організатори видають чекпойнти/завдання за 5-30 хвилин до старту. Це дозволяє учасникам вибрати найкращий маршрут між чекпойнтами.
- Перегони на очки (англ. Point Collection) — деякі перегони проходять в стилі, схожому на міське орієнтування, де кожен чекпойнт коштує певну кількість очок. Це часто перегони у варіанті «Чекпойнти перед стартом», і учасник може сам вирішувати не зупинятись на деяких чекпойнтах, якщо він оцінює, що більш ранній час фінішу перекриє очки, які можна заробити на цьому чекпойнті.

Учасники не використовують звичні номери, замість них використовуються картки в спицях (англ. spoke cards). Спочатку це були карти Таро, але зараз це переважно спеціально надруковані картки для конкретного заходу. Номер учасника дописують на картці маркером, а після цього картку вставляють між спицями заднього колеса.

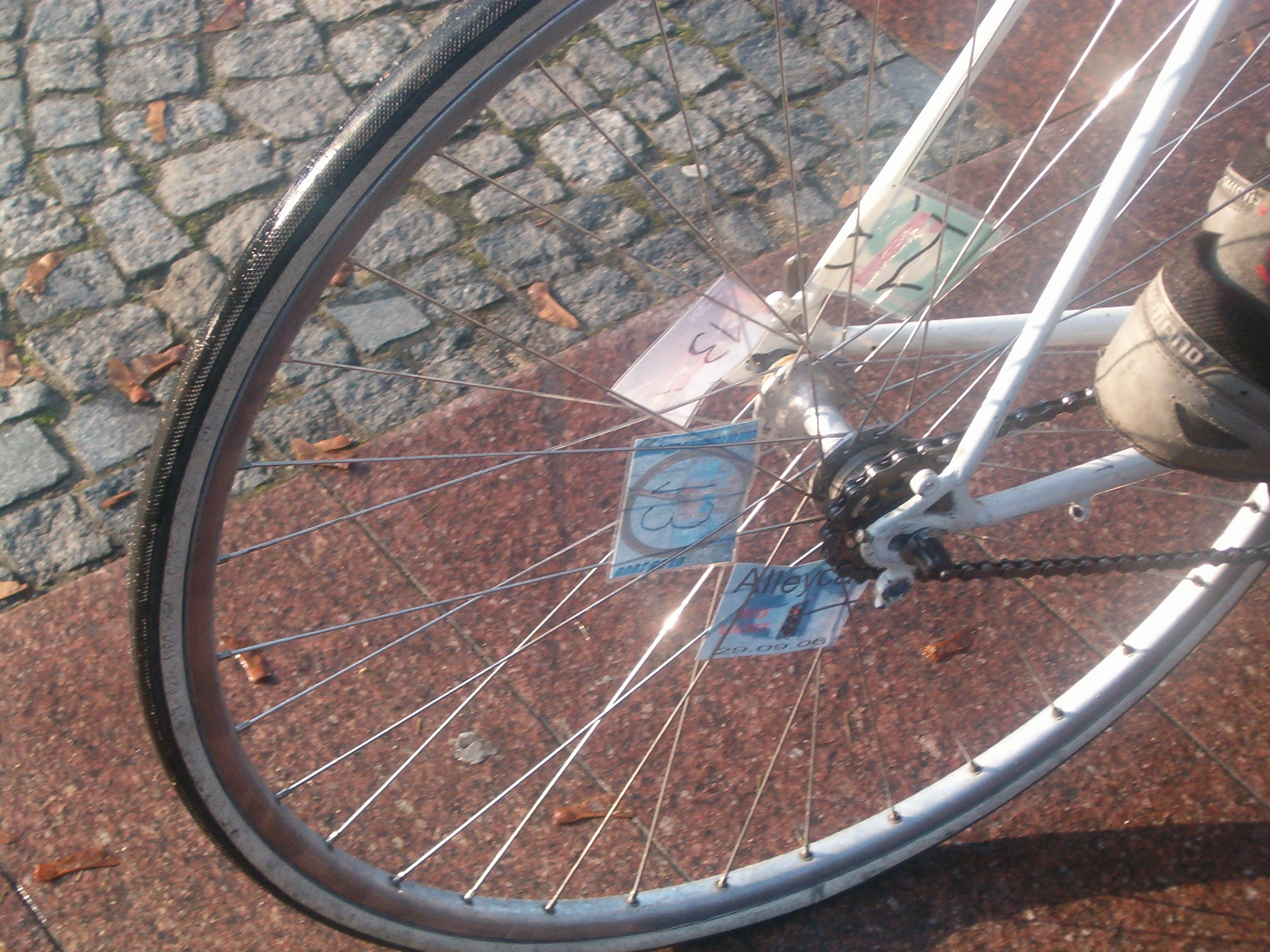
Картки в спицях заднього колеса

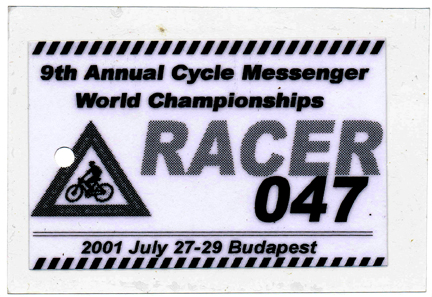
Картка в спиці з Велокур’єрського чемпіонату світу (Cycle Messenger World Championships), Угорщина, Будапешт, 2001

Часто учасники зберігають картки в спицях як сувеніри, тому у досвідчених учасників аллейкету з часом в колесі накопичується багато карток.

## Зростання популярності
Перегони аллейкет не користуються популярність через недостатню публічність таких заходів. Переважно про них дізнається лише певне закрите коло місцевих велокур’єрів або просто велосипедистів. Практично ніколи такі заходи не афішуються та не висвітлюються у ЗМІ.
Значний внесок у поширення аллейкету зробили такі заходи, як Фестиваль велосипедних фільмів (англ. Bicycle Film Festival), які проходять в десятках міст, і де часто можна побачити відео з аллейкетів.  
Загальновизнаним першопрохідцем у зйомках аллейкетів вважають американського відеографа Лукаса Брюнеля, який впродовж багатьох років знімав перегони по всьому світу за допомогою камер, прикріплених до його шолому. У 2012 році Лукас випустив повнометражний фільм «Точка зору» (англ. "Line of Sight") про аллейкет та велокур’єрську культуру загалом, бюджет якого становив приблизно 100 000 $, а у 2014 короткометражний «Дорожній мудрець» (англ. "Road Sage").

## Нещасні випадки на аллейкетах
Загалом аллейкет є дуже травматичним, оскільки учасники часто ігнорують правила дорожнього руху. Падіння та ДТП є звичним явищем під час перегонів, через що аллейкет вважається одним із найнебезпечніших видів неформального спорту. Тим не менше, відомо лише один смертельний випадок, який відбувся на аллейкеті.
24 лютого 2008 року, під час проведення зимової серії аллейкетів Tour Da Chicago, у результаті зіткнення з автомобілем загинув учасник перегонів Мет Менжер-Лінч.
Очевидці повідомили, що Менжер-Лінч не зумів зупинитись на червоне світло. Його смерть спричинила велику кількість обговорень та привернула увагу ЗМІ до аллейкету.

## Аллейкет в Україні
Перший в Україні аллейкет відбувся у вересні 2010 року у Харкові, участь у ньому взяли лише чотири учасники.
Зараз перегони періодично проводяться у Харкові, Києві, Дніпрі та інших містах.